# Nabarniz
Nabarniz è un comune spagnolo di 221 abitanti situato nella comunità autonoma dei Paesi Baschi.